# 8 Jours
 (septembre 2020).
8 Jours (8 Tage) est une mini-série allemande de la fin des temps produite par Sky Deutschland et la société de production Neuesuper. Stefan Ruzowitzky et Michael Krummenacher ont été embauchés comme administrateurs. La série vise à montrer comment différentes personnes gèrent la fin imminente du monde. Christiane Paul et Mark Waschke jouent les rôles principaux. Les deux premiers épisodes ont été diffusés en février 2019 dans le cadre de la Berlinale Series dans la section spéciale de la Berlinale à la 69e Berlinale. La sortie sur Sky a suivi le 1er mars 2019.

## Synopsis
La Terre est menacée par un astéroïde d'un diamètre de 60 kilomètres, qui fonce vers l'Europe à 30 000 km/h et devrait frapper La Rochelle en France. Les tentatives des États-Unis pour faire exploser l'astéroïde à l'aide de missiles nucléaires ou pour le détourner de la Terre échouent. Les chances de survie en Europe centrale sont pratiquement nulles, de sorte que beaucoup sont en fuite, d'autres acceptent la fin imminente. Les frontières de l'Europe ont été bouclées et les pays voisins où la survie serait possible n'acceptent plus les réfugiés. Une sortie vers d'autres pays n'est possible qu'avec des restrictions d'entrée spéciales.
Les 8 derniers jours de certains acteurs sont montrés dans plusieurs intrigues entrelacées. Le lieu d'action est principalement Berlin.
L'accent est mis sur le couple marié Uli et Susanne avec leurs deux enfants Leonie et Jonas. La famille tente de fuir vers la Russie via la Pologne. Un ouvrier polonais aide la famille et la cache chez lui. Le jeune fils de l'aide à l'évasion tente de violer Léonie, mais en est empêché par Susanne. Dans la dispute suivante entre Susanne et l'épouse armée de l'aide à l'évasion, un coup de feu est déclenché qui blesse gravement le fils de l'aide à l'évasion. Susanne ramène l'arme sous son contrôle et tire sur la femme de l'aide à l'évasion. L'aide à l'évasion s'échappe et Susanne et Uli peuvent s'échapper avec leurs deux enfants.
Pendant ce temps, Hermann, le frère de Susanne, tente d'utiliser sa position de conseiller du gouvernement pour obtenir deux des sièges convoités sur un vol d'évacuation de l'US Air Force pour lui et sa petite amie très enceinte Marion. Après de nombreux appels téléphoniques, cela semble avoir fonctionné, mais à l'aéroport, il s'avère qu'il n'y a qu'un siège disponible pour lui. Puisque sa petite amie n'est pas mariée avec lui, elle n'a pas sa place. En raison de sa grossesse, elle a obtenu une place après tout, mais l'action a été annulée par l'armée de l'air à l'enregistrement. Personne n'est plus évacué de cette façon.
Pendant ce temps, Klaus, un entrepreneur en bâtiment, a pris des précautions et construit un bunker au cours des derniers mois. Cependant, pendant la phase de construction, sa femme s'est éloignée de lui et s'est suicidée. Leur fille Nora ne montre aucune motivation pour vouloir survivre dans le bunker, c'est pourquoi son père l'y enferme. Nora parvient à s'échapper du bunker. Elle se cache avec son ami Ben et organise une dernière grande fête avec lui, des amis et des connaissances. Ben est gravement malade et n'a qu'une courte durée de vie de quelques mois. Par conséquent, il a une relation particulière avec le prochain impact d'astéroïdes, car de son point de vue, il n'a plus à mourir seul. Le père de Nora n'aime pas avoir affaire à Ben.
L'évasion de Susanne et Uli vers l'est continue d'être caractérisée par des difficultés. En essayant de sauter dans un train en mouvement, Susanne échoue. Léonie saute du train en marche, tandis qu'Uli et Jonas restent dans le train. Susanne et Léonie interrompent leur évasion et retournent à Berlin. Uli perd temporairement son fils lors du voyage en Russie après avoir eu plusieurs problèmes avec des Russes qui sont dans le train et veulent aller plus à l'est.
Entre-temps, la nouvelle s'est répandue dans les médias selon laquelle l'astéroïde ne frappera plus La Rochelle en raison de l'impact du missile nucléaire, mais plutôt à Samara, en Russie, près de la frontière avec l'ouest du Kazakhstan. L'Europe centrale est donc toujours affectée, mais la survie dans les bunkers y semble désormais possible.
Egon, le père de Susanne et Hermann, vit également à Berlin. Il est veuf et pleure son temps en tant qu'officier de la NVA. Il a une relation difficile avec ses deux enfants. Il ne veut pas fuir l'astéroïde. Alors qu'il est sur le point de se suicider, il trouve accidentellement une vieille photo de sa petite amie d'enfance, qui semble lui donner de la force. Des flashbacks montrent comment, en tant que jeune soldat, il a eu une histoire d'amour avec un autre soldat, qui s'est ensuite enfui en Allemagne de l'Ouest. Egon a pris contact par téléphone pour la première fois depuis des décennies. Les deux hommes désormais très âgés passent une journée ensemble après s'être rencontrés et admettent qu'ils étaient le grand amour de leur vie. La chérie d'enfance d'Egon revient néanmoins à sa femme par loyauté, car elle est à ses côtés depuis des décennies. Egon est déçu, mais profite de l'occasion pour améliorer sa relation avec son fils et lui parler pour la première fois de son amour d'enfance. La veille de l'impact, il s'est finalement suicidé dans son ancien uniforme de service. Hermann et sa jeune épouse, Marion, retrouvent son corps lors d'une visite. Il procède à une crémation en mer pour le père.
Pour Hermann et Marion, la situation était déjà devenue de plus en plus difficile auparavant. Hermann a fait chanter son ancien supérieur afin d'obtenir une place dans l'un des bunkers pour lui-même et toute sa famille, dont Susanne, Uli et les enfants. Il y parvient en ajoutant les numéros des cartes d'identité à la liste. Il s'avère que les membres du gouvernement sont impliqués dans un scandale. Au lieu de construire des bunkers, l'argent a été détourné à des fins personnelles. Il y a donc beaucoup moins de places disponibles dans les bunkers et Hermann semble également s'être enrichi.
Susanne et Leonie sont de retour à Berlin. Lorsque Leonie fait la fête avec Nora, la fille de Klaus, Susanne reçoit la visite de Deniz, un policier berlinois d'origine turque avec qui elle a une liaison depuis longtemps. Sans un mot, ils se livrent à une nuit d'amour. Le lendemain matin, Léonie trouve l'étranger dans son lit et s'arrache temporairement de déception.
Uli retourne à Berlin avec son fils retrouvé, donc la famille est réunie. Il ne sait rien de l'affaire de Susanne et Uli ne voit Deniz que comme un policier.
Dans le bunker de Klaus, un filtre important a été endommagé lorsque sa fille s'est échappée. Il contacte donc son ami Lutz, qui a également construit un bunker. Bien que Lutz ait le filtre en stock, il ne veut pas le donner à Klaus. Dans le combat, Klaus le tue et pille des objets dans le bunker de l'ancien ami. Lorsque deux des amis de Lutz soupçonnent Klaus, il rejette la responsabilité sur Ben, dont il a ramené sa fille Nora dans son bunker, mais pas enfermé. Les amis de Klaus et Lutz prennent d'assaut la fête de Ben en combinaison de protection avec des extincteurs au dioxyde de carbone. En fin de compte, ils ne tirent pas sur Ben avec le fusil de précision de Lutz, mais le meilleur ami de Ben étouffe.
Susanne, Uli et les deux enfants ont depuis découvert qu'il y avait des places dans un bunker prêtes pour eux. Ils emménagent dans le bunker géré par le gouvernement. Apparemment, c'est une fin heureuse pour la famille, mais depuis qu'un journaliste, la sœur de Marion, a publié les emplacements secrets des abris, le bunker est attaqué de l'extérieur dès le premier jour. Des soldats et des civils qui n’ont pas reçu de siège se frayent un chemin dans le bunker. La famille s'échappe, mais de nombreux autres civils meurent dans les combats.
L'ordre public s'est largement effondré. Il n'y a pratiquement plus de policiers, Deniz est le seul officier dans son bureau. Il y a du chaos dans les rues.
Dans les moments difficiles, les gens essaient aussi de s'accrocher à la religion. C'est dans ce contexte que se montre Robin, un jeune criminel logé dans une église depuis quelques semaines. Robin est visiblement un peu retardé, il ne sait ni lire ni écrire. Cependant, son attitude naïve lui confère un fort charisme. Quand il arrive à sauver la vie d'un toxicomane, les spectateurs le reconnaissent comme une sorte de sauveur et le traitent comme une réincarnation de Jésus. Robin a installé son domicile sur une petite vieille péniche. Léonie est également captivée par son apparence et tombe amoureuse de lui. Les deux ont des relations sexuelles dans un lac. Uli a depuis découvert l'affaire de Susanne. Après la fuite ratée et le bunker pris d'assaut, c'est un autre coup bas pour lui en peu de temps. Cependant, il ne montre presque rien et passe toujours une très bonne journée à la maison en famille. Il envisage de tuer la famille avec une lasagne empoisonnée pour sauver tout le monde d'une catastrophe imminente. Cependant, Susanne le remarque à temps et quitte la maison avec les enfants.
Deniz reçoit une offre de Klaus pour être autorisé à entrer dans son bunker si Deniz remet les armes à son département à des fins de défense. Deniz le rejoint et apporte les armes avec lui, mais il n'abandonne pas ses principes de policier. Peu de temps après, Klaus se révèle être un sadique qui a rassemblé autour de lui un petit groupe d'hommes qui se disent «les survivants». Pour Deniz, cela reste une communauté de convenance, car il déteste visiblement le comportement agressif et égoïste du leader autoproclamé Klaus.
Susanne n'est pas encore prête à abandonner. Elle sait aussi que Klaus a un bunker. Elle s'habille de manière provocante et conduit avec ses enfants à Klaus pour le convaincre de laisser tout le monde entrer dans le bunker. Susanne se prostitue pour Klaus, mais ne peut cacher son dégoût pour lui. Cette situation conduit Deniz à quitter le groupe pour de bon. Klaus dit alors à Susanne qu'elle seule est la bienvenue dans le bunker. Pour les empêcher de s'échapper, il les enferme dans le bunker et leur fait fuir leurs deux enfants.
Léonie se précipite alors vers Robin et lui demande de l'aide. Robin et ses partisans se rendent à Klaus dans une sorte de cortège et demandent la libération de Susanne sans violence. Klaus bat Robin, qui ne se défend pas, avec une grande brutalité, alors qu'aucune des personnes autour n'intervient. Les appels sans enthousiasme n'arrêtent pas Klaus alors qu'il se bat dans une frénésie. Cependant, la façon dont Robin prend les coups impressionne les spectateurs. Alors que Klaus le bat toujours, Susanne est libérée par Nora, la fille de Klaus. Cela amène Klaus à lâcher Robin. Robin retourne à son bateau avec ses partisans et Léonie, avec le consentement de sa mère. Nora quitte également la scène sous le choc. Susanne et son fils Jonas rentrent à la maison. Le lendemain, les autres membres des «survivants» expulsent Klaus du groupe et pillent son arsenal.
À la recherche de sa femme et de ses enfants, Uli se rend également au bureau de Deniz, où il le rencontre ivre. Uli sait que Deniz est l'amant de sa femme. Les deux hommes se disputent, tandis qu'Uli est abattu par Deniz alors qu'il tente de s'échapper de l'emprise d'Ulis. Deniz panse sa blessure. Quand il en vient, les deux ont une conversation de clarification.
Quelques heures avant l'impact, la situation atteint un point critique pour toutes les personnes impliquées.
Marion est chez Susanne avec Hermann. Marion est en travail et l'accouchement est imminent. Hermann essaie de trouver des places dans un bunker pour lui et Marion. Il menace maintenant son ancien superviseur, qui a également triché lors du processus de sélection des bunkers. Quand il tente de s'échapper, Hermann se retourne vers son ancien supérieur et le laisse à une foule en colère, disant qu'ils sont responsables du manque d'espace de bunker. Hermann dit à Marion au téléphone qu'il a maintenant un espace de bunker et organise un point de rencontre avec elle. Marion met l'enfant au monde avec l'aide de Susanne et conduit peu après le bébé au point de rencontre.
Dans le bunker de Klaus, il a une autre dispute avec sa fille Nora après qu'elle a découvert que son père était responsable de la pendaison de Ben. Elle pointe une arme sur son père, qui est également armé. La situation menace de s'aggraver. À la recherche de Susanne, Deniz apparaît juste à temps et tire sur Klaus dans le cou, sur quoi il meurt peu de temps après.
Hermann a pris la carte d'identité de l'ancien supérieur décédé. Cette pièce d'identité est la carte d'accès au bunker gouvernemental, mais uniquement pour le supérieur décédé. Après une brève réflexion, Hermann laisse Marion et son nouveau-né derrière et se dirige seul vers l'entrée du bunker. Comme il ne ressemble pas à la photo de la carte d'identité, il inflige de graves blessures au visage avec une pierre. Il réussit à passer par le contrôle d'accès. Pendant ce temps, Marion attend toujours au point de rencontre discuté, le nouveau-né dans ses bras. Elle ne sait pas qu'Hermann l'a laissée tomber.
L'impact de l'astéroïde aura lieu dans quelques minutes.
Robin est sur le vieux bateau avec ses disciples, car cela est interprété par les disciples de Robin comme le chemin du salut. Cependant, immédiatement après le démarrage, le moteur du navire abandonne le fantôme. Robin est donc convaincu qu'il a trop peu souffert pour sauver les siens. Il laisse ensuite ses disciples se crucifier comme Jésus sur une croix de bois sur la cheminée du navire. Lorsque Léonie tente de l'en dissuader, elle est chassée par les partisans de Robin et s'enfuit à nouveau chez elle.
Deniz se rend chez Susanne, la prend avec les deux enfants et les amène au bunker de Klaus. Le blessé Uli, qu'il y avait amené plus tôt, y attend déjà. Deniz dit au revoir à Susanne pour toujours car il n'y a pas de place pour lui-même dans le bunker. Il entend par là avant tout la structure familiale qu'il ne veut pas détruire. Uli, Susanne et leurs deux enfants restent dans le bunker avec Nora. Après de nombreux détours, il est clair que la famille a une chance de survivre.
A l'intérieur du bunker gouvernemental, Hermann se rend compte trop tard qu'il a commis une grosse erreur et veut retourner chez sa femme Marion et son bébé, mais les portes du bunker sont finalement verrouillées. Hermann doit rester désespérément dans le bunker. Deniz retourne à son bureau pour y mourir seul.
Marion est toujours debout au point de rencontre avec le bébé dans ses bras, sachant très bien qu'Hermann ne viendra plus.
Alors que l'astéroïde qui approche, déjà visible dans le ciel, est sur le point de frapper, elle continue de tenir son nouveau-né dans ses bras et de surveiller la trajectoire de vol de l'astéroïde. La dernière photo montre un sourire détendu sur son visage.
Quiconque en Europe ne se trouve pas encore dans un bunker mourra sous l'impact de l'astéroïde.
L'impact final de l'astéroïde et les conséquences immédiates de l'impact ne sont plus indiqués.

## Contexte
Après les 78 jours de tournage à Berlin, Brandebourg et Bavière, la société de production Neuesuper a reçu le Green Filming Pass de la Film Commission Hamburg Schleswig-Holstein pour un tournage manifestement respectueux de l'environnement.
La publication était initialement prévue pour la fin de 2018. En août 2018, cependant, il a été annoncé que la série serait reportée au début de 2019 en raison de nombreux autres débuts de séries sur Sky.
Pour faire la publicité de la série, Sky a placé des publicités pleine page dans le style du journal respectif en première page de divers tabloïds tels que Hamburger Morgenpost, Berliner Kurier, tz et Express le 22 février 2019, huit jours avant la première diffusion. Le titre annonçait l'impact imminent d'un astéroïde dans huit jours. La publicité a été conçue de telle manière qu'au premier coup d'œil, il faut donner l'impression qu'il s'agissait d'un vrai message.

## Récompenses et nominations
Prix allemand de la musique de film 2019
- Prix dans la catégorie Beste Musik im Film (David Reichelt)[5]

Prix allemand d'acteur 2019
- Nomination dans la catégorie des Nachwuchs (Luisa-Céline Gaffron)[6]